# Presa de Monticello
La presa de Monticello és una presa d'arc de formigó de 93 m d'alçada situada al comtat de Napa, Califòrnia (Estats Units d'Amèrica), construïda entre 1953 i 1957. La presa es va construir al Putah Creek per crear el llac Berryessa, a les muntanyes Vaca.
El llac Berryessa és actualment el setè llac artificial més gran de Califòrnia. L'aigua de l'embassament subministra principalment l'agricultura a la vall de Sacramento, aigües avall.
La presa destaca pel seu sobreeixidor clàssic i incontrolat de tipus forat. El diàmetre del forat és de 22 m. Localment, aquest sobreeixidor també es coneix amb el nom de «Glory Hole».
Al sud hi ha l'Àrea de reserva vida salvatge Putah Creek.

## Dades
Tot i que la presa i el seu embassament de 42 km de llarg es troben totalment a l'est del comtat de Napa, la presa es troba a menys de 150 m a l'oest del límit amb el comtat de Yolo. A més, parts de la conca hidrogràfica del llac s'estenen al comtat de Lake.
Monticello és una presa d'arc de formigó de gruix mitjà de 93 m d'alçada des dels fonaments, 312 m de llarg i 73 m per sobre de la llera del riu. La presa té un gruix de 30 m a la base i es redueix fins a 3,7 m a la cresta. El volum total de materials de construcció és de 249.000 m3.
La capacitat de l'embassament és de 1.976×10⁹ m3, amb una superfície total de8.400 ha. L'elevació màxima de funcionament és de 130 m; qualsevol nivell d'aigua més alt fluirà pel sobreeixidor de la presa. Al voltant de 0,463 km3 d'escorrentia finalitza a l'embassament cada any des de la seva conca hidrogràfica de 1.470 km².
La central hidroelèctrica de la presa de Monticello es va acabar l'any 1983 i té tres generadors, amb una potència total d'11,5 megawatts (MW). La central hidroelèctrica és operada i mantinguda pel Solano Irrigation District (Districte de Regadiu de Solano). L'energia elèctrica s'envia principalment a la zona de North Bay de la zona de la badia de San Francisco.
A partir del 1992, unes 28.913 ha (o gairebé el 75% de l'àrea projectada) va ser irrigada. Actualment 240.334 ha són irrigades al comtat de Solano.
L'aigua es desvia 9,7 km aigües avall de Monticello cap a la presa de desviació de Putah i es distribueix a les granges a través del canal sud de Putah de 53 km. El canal desemboca a l'Embassament Terminal, que subministra aigua a les ciutats de Vallejo i Benicia. Un contracte de 1999 preveu el lliurament de 0,25576 km3 d'aigua cada any per al reg. El projecte també subministra uns 0,039 km3 d'aigua municipal.
S'estima que la presa i l'embassament han evitat uns 5.015.000 dòlars en danys relacionats amb les inundacions entre 1957 i 1995.

## Història
La presa es va construir com a part del Projecte Solano, que tenia la intenció de proporcionar un subministrament complet de reg a 39.000 ha a les primeres terres agrícoles al comtat de Solano i al comtat de Yolo. Les terres del projecte es conreaven des de la dècada del 1840, però el regadiu era difícil a causa de la manca d'un subministrament d'aigua fiable a l'estiu. La vall de Berryessa, on es troben la presa i l'embassament, antigament formava part del Rancho Las Putas, una concessió de terres de 1843 de 14.400 ha a José i Sixto Berryessa, del qual rep el nom de la zona. A la dècada del 1860 el ranxo s'havia subdividit en moltes parcel·les més petites; abans de la presa, la vall era una de les regions agrícoles més fèrtils de Califòrnia, centrada a la ciutat de Monticello, amb uns 250 habitants.
El Projecte Solano es va concretar per primera vegada a la dècada del 1940 després de la formació del Districte de Regadiu de Solano (Solano Irrigation District) per gestionar els recursos hídrics de Putah Creek. L'11 de novembre de 1948, el secretari de l'Interior va autoritzar formalment el projecte, que seria construït per l'Oficina de Reclamació. Inicialment, l'Oficina tenia la intenció d'incorporar el projecte com a part del seu projecte més gran de la vall central (Central Valley Project, CVP), que gestionaria les conques hidrogràfiques combinades dels rius Sacramento i San Joaquin. No obstant això, els locals van afavorir fermament que Solano es financés i funcionés per separat del CVP. Una audiència al Senat el 1953 va confirmar que Solano es construiria com un projecte independent.

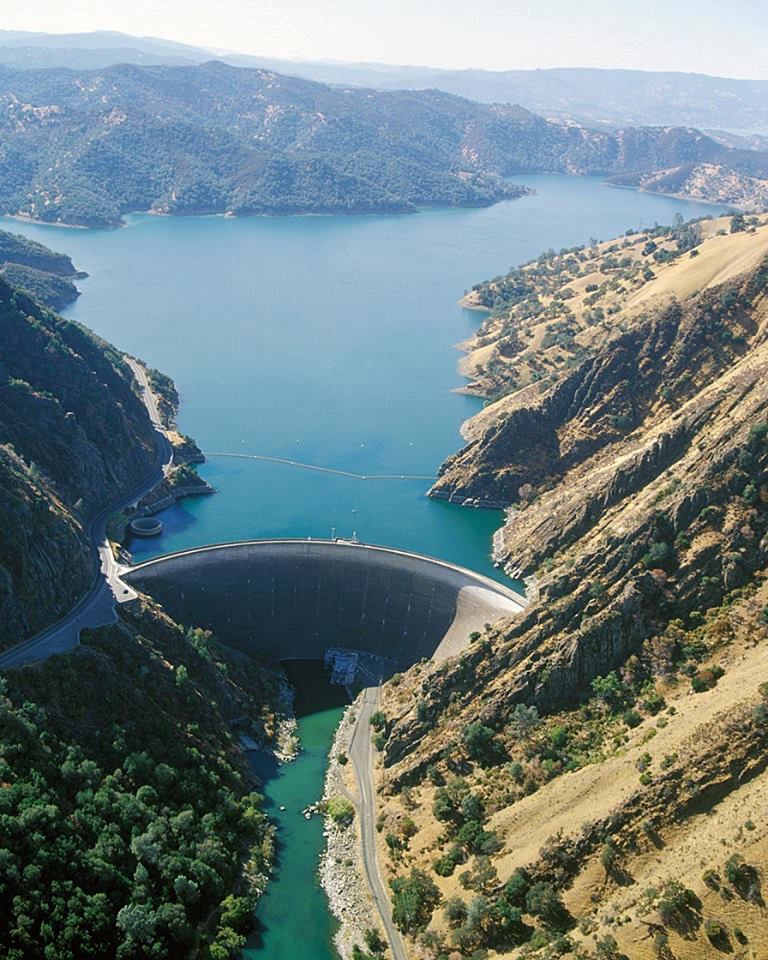
Vista aèrea de la presa
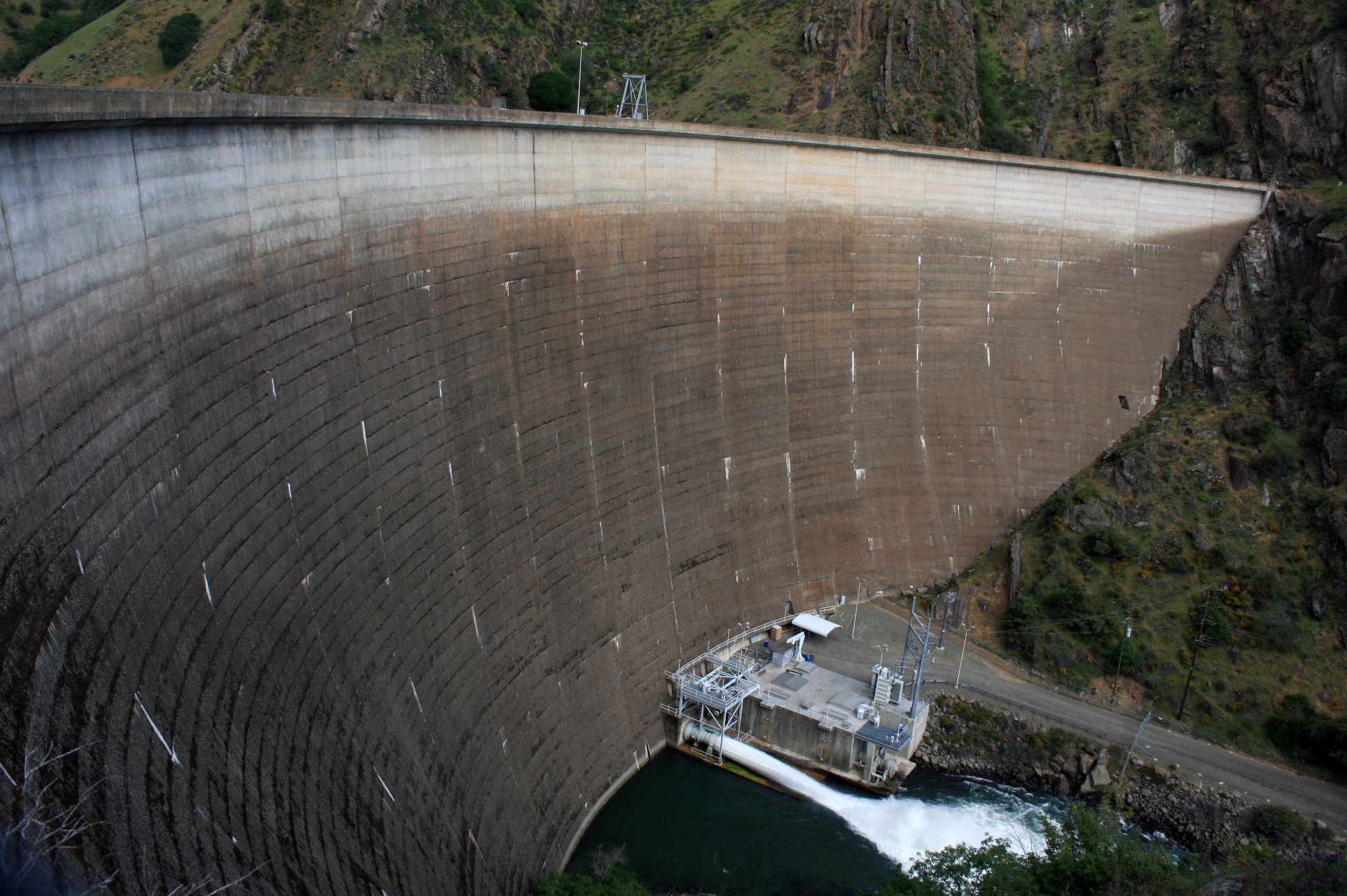
Part frontal de la presa
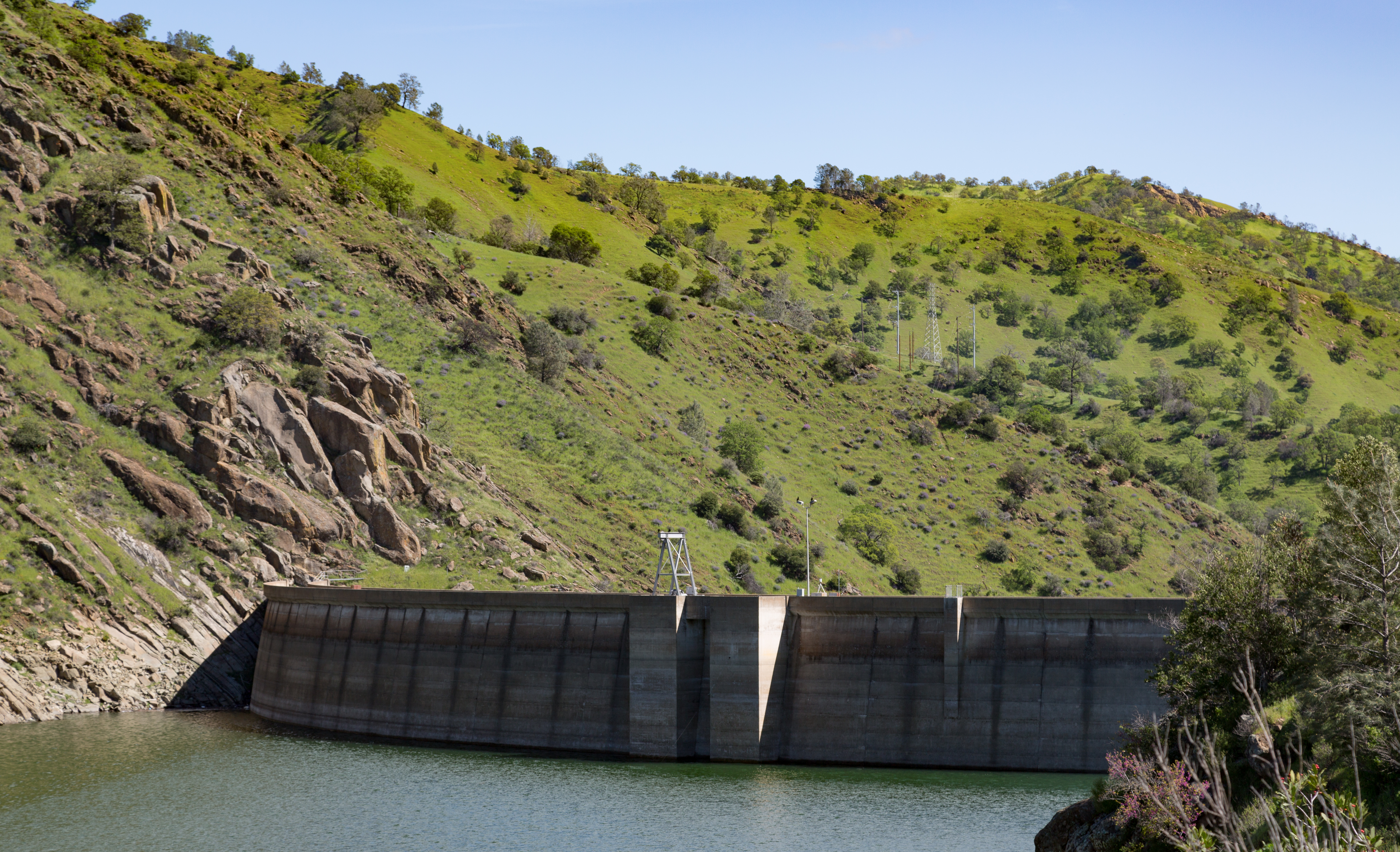
Part posterior de la presa

Les compres de terres de la futura zona de l'embassament es van fer a principis de 1953; tanmateix, els propietaris van poder romandre durant tot el període de construcció fins que la seva propietat es va inundar per l'augment del nivell de l'aigua. Els habitants de la vall de Berryessa es van oposar amb vehemència al projecte, igual que la ciutat de Winters (un dels possibles beneficiaris del projecte) a causa dels estrets vincles socials amb la ciutat de Monticello. Els opositors a la gran presa van proposar que es construïssin una sèrie d'embassaments més petits per proveir l'aigua, però això es va considerar poc econòmic. La majoria dels residents de Monticello es van traslladar a l'estiu de 1956, a mesura que les aigües creixents s'acostaven a la ciutat. Després de desallotjar la zona, els equips van deforestar la vall i van enderrocar els edificis i les infraestructures existents. Unes 300 tombes van haver de ser traslladades a un terreny més alt. Els fotògrafs Dorothea Lange i Pirkle Jones van documentar la ciutat i la seva gent abans que la ciutat fos inundada per la presa; les fotografies es van publicar l'any 1960.
El contracte de construcció principal es va adjudicar a un consorci format per Peter Kiewit Sons Co. i Parish Brothers, per a la construcció de la presa principal i el trasllat de la carretera estatal de Califòrnia 128 (SR 128), que travessa la vall de Berryessa. L'excavació del lloc de la presa i la construcció d'un túnel de desviació van continuar fins al 1954, amb el primer formigó col·locat el 9 d'agost de 1955. Malgrat les grans inundacions entre gener i maig de 1956, més del 90 % del formigó s'havia col·locat el desembre de 1956 i la presa es va acabar el 7 de novembre de 1957, amb un cost total d'uns 37 milions de dòlars. Aquesta xifra també inclou el cost de les obres de reg aigües avall associades i el trasllat de la carretera.

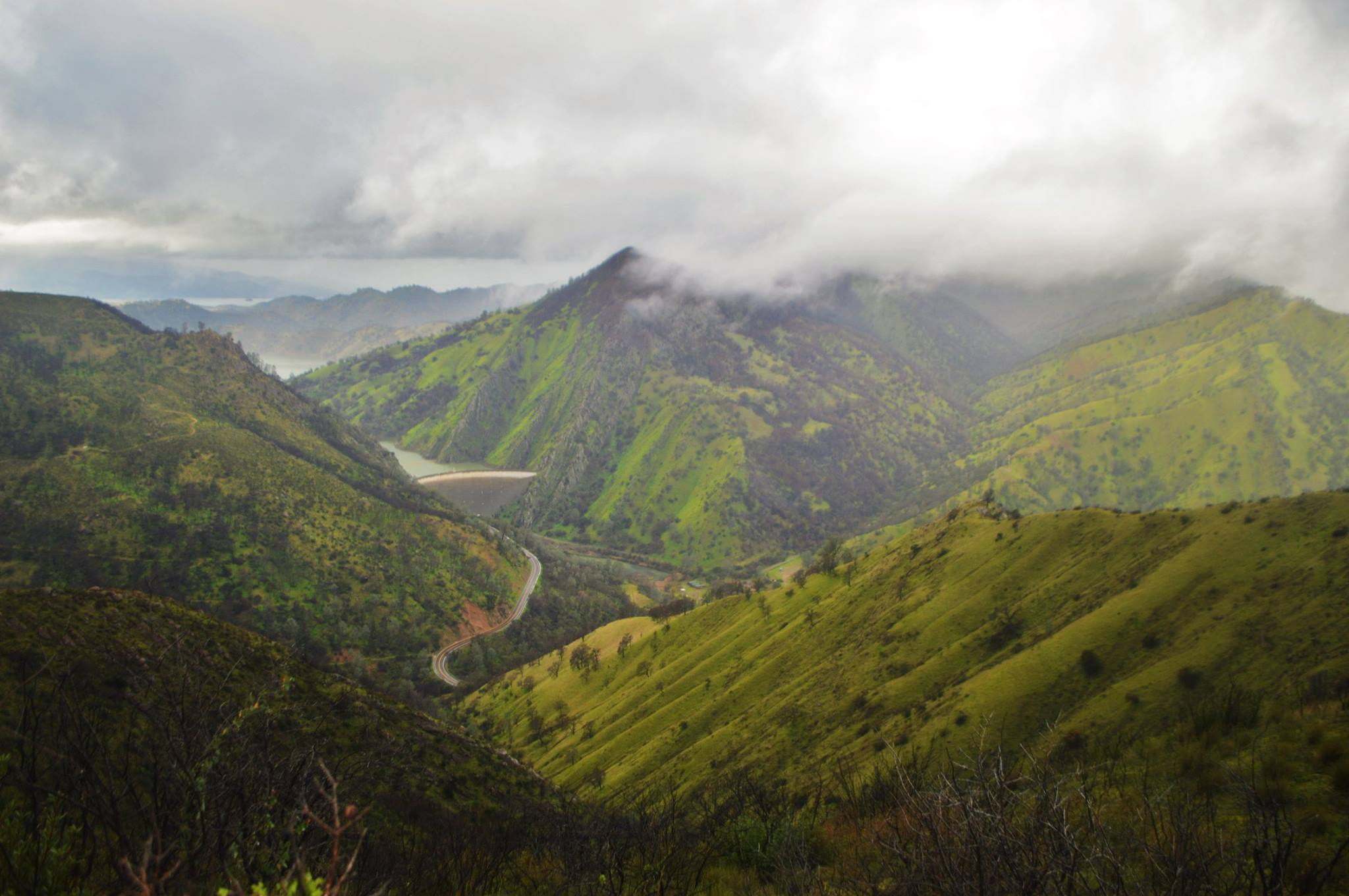
L'àrea de protecció de la vida silvestre de Putah Creek amb la presa de Monticello i el llac Berryessa a la distància
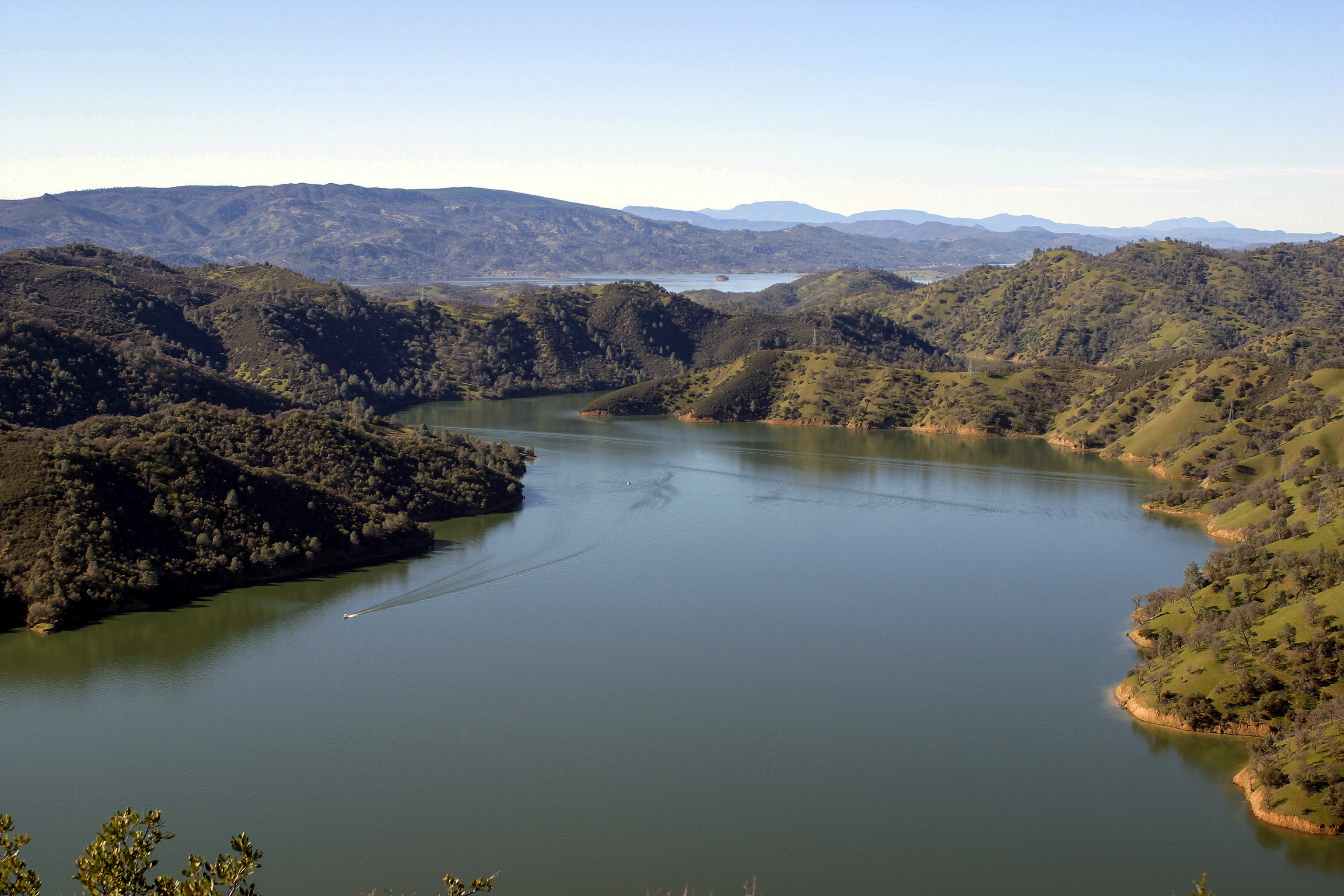
La secció inferior del llac Berryessa, a prop del Portuguese Canyon, vista riu amunt

L'embassament va trigar cinc anys a omplir-se després de la construcció, arribant a la seva màxima capacitat per primera vegada el 18 d'abril de 1963. L'embassament va inundar completament Monticello (tot i que les ruïnes de la ciutat són visibles a nivells baixos d'aigua) i va inundar 8.400 ha. de la vall de Berryessa circumdant. En aquell moment, el llac Berryessa era el segon embassament més gran (de volum) de Califòrnia, després de Shasta.
L'Oficina de Reclamació opera cinc àrees recreatives al voltant del llac, proporcionant rampes per a vaixells i instal·lacions d'ús diürn. L'ús recreatiu ha anat disminuint des del 2008. Aquesta àrea s'ha vist carregada d'un passat burocràtic dur a causa del que s'ha viscut des del 2008, quan l'Oficina de Reclamació va intentar instal·lar Pensus Inc. per administrar tots els complexos existents excepte Pleasure Cove, i no ho va aconseguir amb èxit a costa dels que viuen a la zona. Finalment, es va fer una treva al comtat de Napa el 2021 per intentar resoldre el problema. Els centres turístics locals no tenien l'opció de renovar els contractes, ja que com a part del poder descontrolat de l'Oficina de Reclamació sobre la regió, la majoria dels operadors es van veure obligats a abandonar contra la seva voluntat i no van ser compensats adequadament per les millores fetes a les àrees recreatives al voltant del llac. En lloc d'això, l'Oficina de Reclamació va enderrocar els complexos turístics per a que no poguessin reclamar res. Fins a 1,3 milions de visitants solien visitar el llac cada any, ara aquest nombre és inferior a 400.000. La reducció del turisme ha provocat l'enfonsament econòmic de l'entorn; com a conseqüència, molts residents s'han allunyat, incapaços de seguir prestant serveis públics després del tancament de les àrees recreatives.

## El sobreeixidor
El sobreeixidor de l'embassament de tipus forat, conegut com a Glory Hole (el forat de la glòria), fa 22 m de diàmetre a nivell del llac i s'estreny fins a uns 8,5 m a la sortida. Durant la capacitat màxima de l'embassament, el sobreeixidor pot drenar 1.370 m3/s, que es produeix quan el nivell de l'embassament puja a 4,7 m per sobre del nivell de l'embut.
L'aigua s'aboca pel forat del sobreeixidor quan l'embassament arriba als 1.976×10⁹ m3 i una elevació de l'embassament de 130 m sobre el nivell del mar. L'última vegada que l'embassament es va vessar naturalment pel Glory Hole va ser la tarda del 26 de febrer de 2019.
Abans d'això, l'última vegada que el sobreeixidor va estar actiu va ser el 16 de febrer de 2017. Després que diverses tempestes haguessin fet augmentar el nivell del llac 0,9 m des del 1r de gener de 2017, l'embassament estava a punt de vessar-se de nou als 133,8 m. Amb ganes de presenciar aquest esdeveniment, una sèrie de navegants locals i entusiastes de l'esbarjo van generar prou deixants com per fer que l'aigua es vessés, encara que breument, a les 13:45 hores del 13 de febrer de 2017. L'embassament del llac Berryessa es va omplir i va vessar l'aigua pel sobreeixidor del Glory Hole per primera vegada després de més d'una dècada, el 16 de febrer de 2017, aproximadament a les 3:00 p.m. PST.

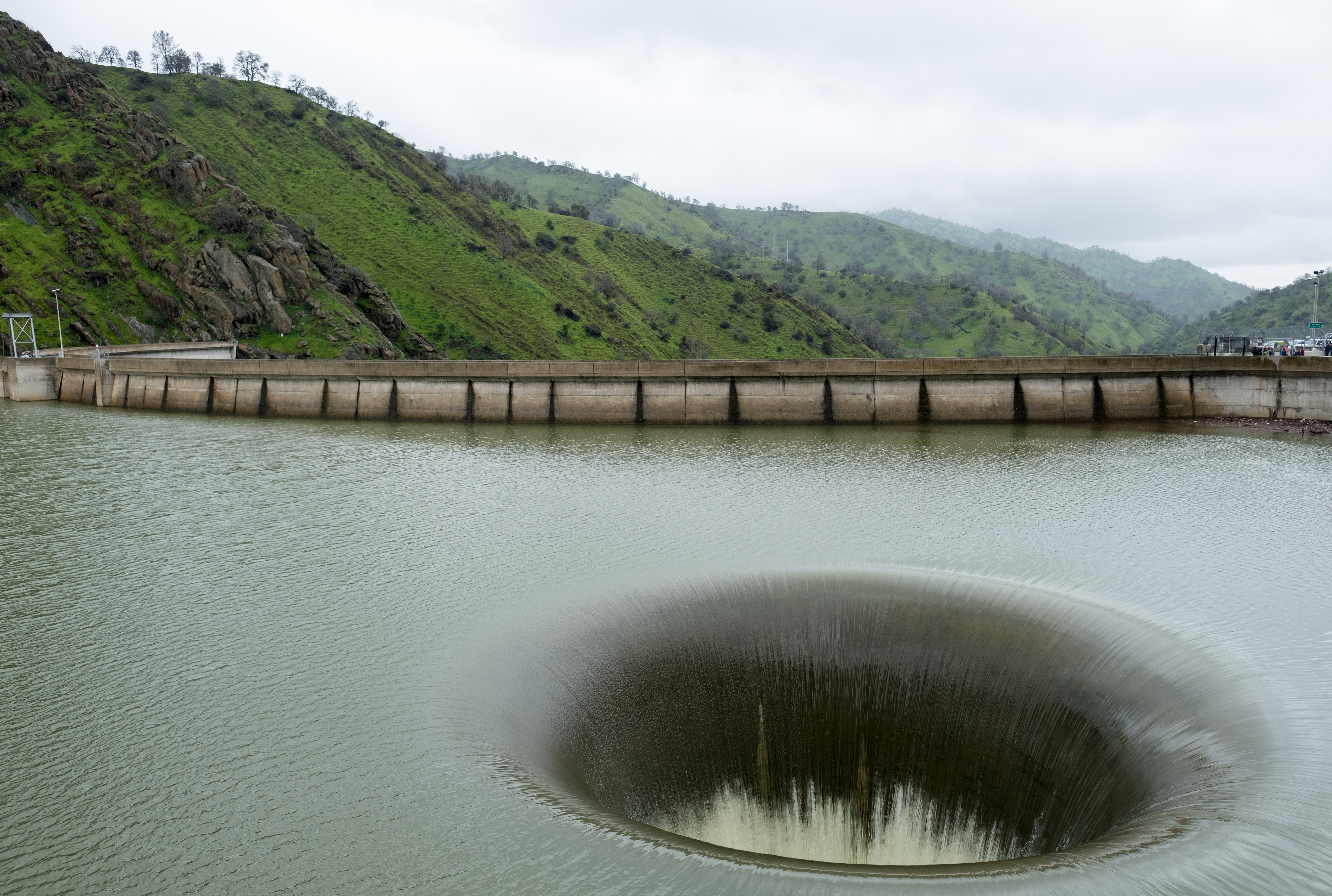
El llac Berryessa desbordant-se pel sobreeixidor del Glory Hole
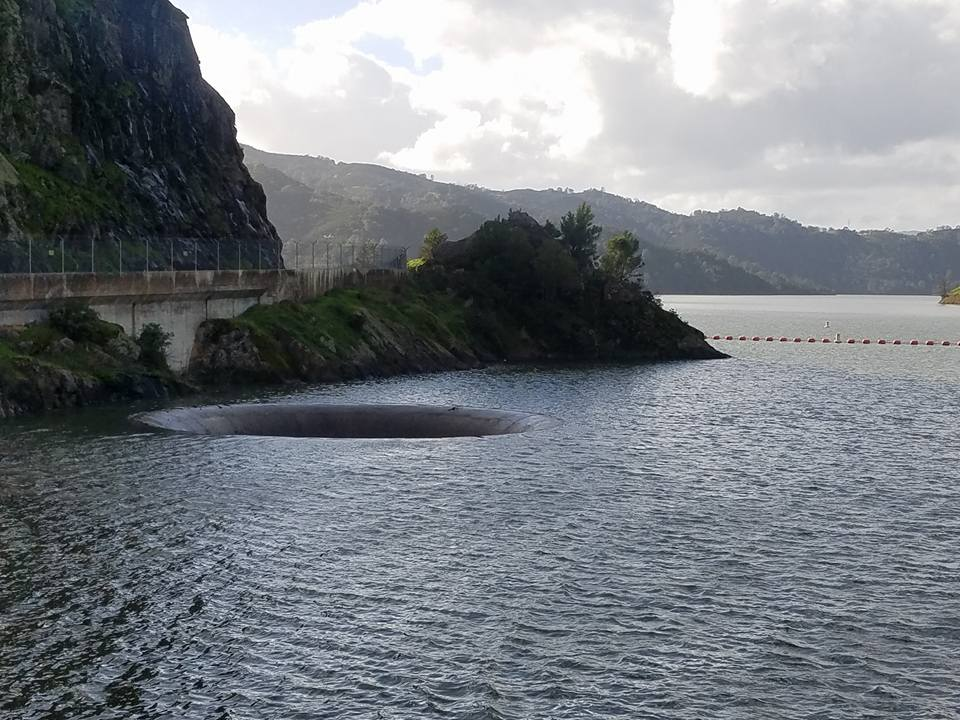
Vista per sobre del Glory Hole de manera natural per primera vegada en més d'una dècada, 16 de febrer de 2017
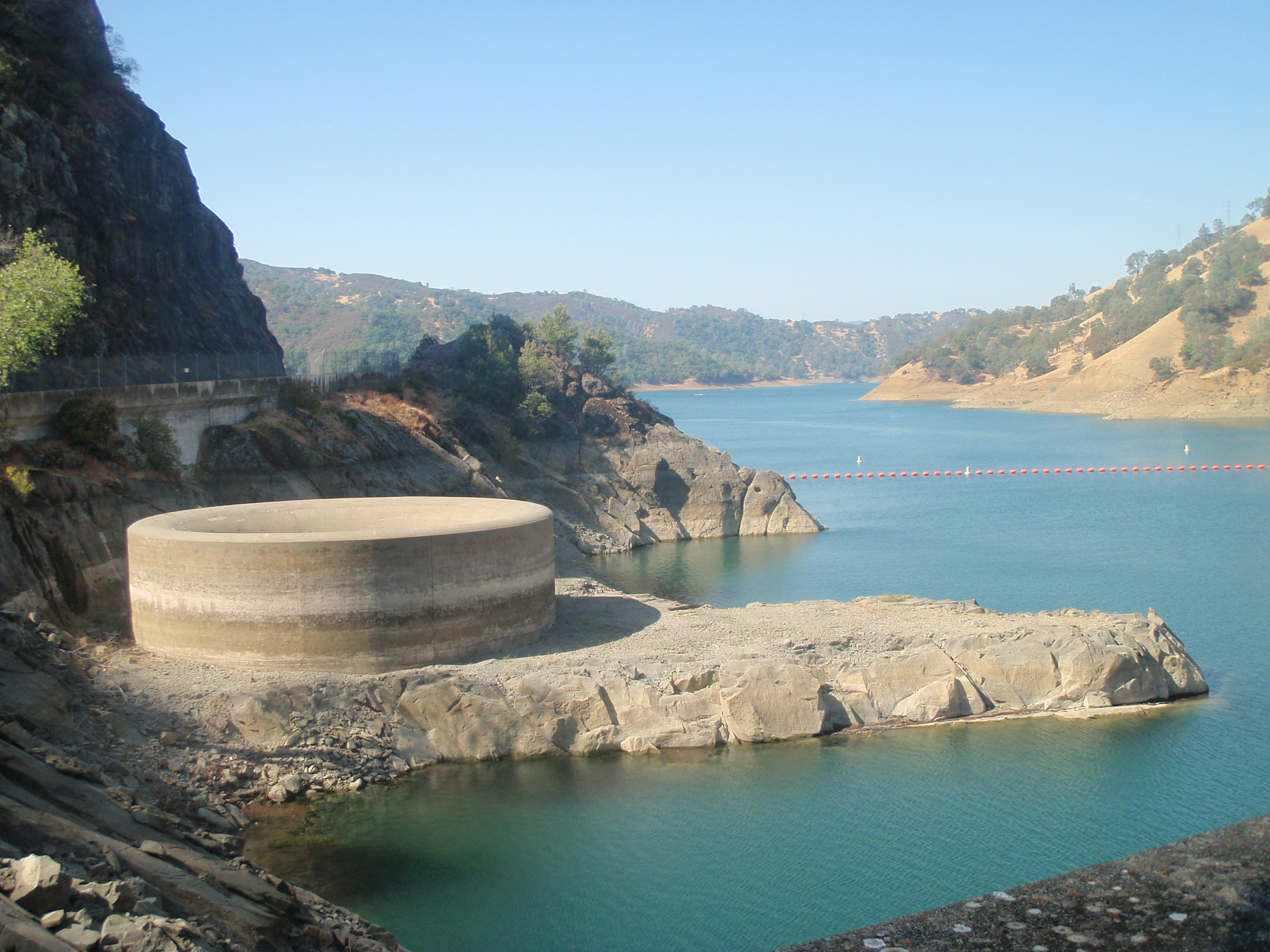
Sobreeixidor el 10 d'octubre de 2009, quan l'aigua es trobava a 9,83 m per sota de la base

L'estat actual del nivell de l'embassament està disponible a l'Agència d'Aigua del Comtat de Solano (Solano County Water Agency.).
Està prohibit nedar a prop del Glory Hole. L'únic cas conegut de mort pel desguàs del sobreeixidor es va produir l'any 1997. Emily Schwalen, de Davis, va morir després d'haver estat atrapada pel corrent mentre nedava a prop del Glory Hole i va caure per la canonada, després d'aguantar-se a la vora durant uns 20 minuts.

## Impactes mediambientals
El Comitè de Coordinació de Lower Putah Creek (Lower Putah Creek Coordinating Committee, LPCCC) va treballar en un Pla d'acció per a la gestió de la conca hidrogràfica que va concloure els efectes de la presa de Monticello sobre la geomorfologia de Putah Creek i altres sistemes d'hidrològics connectats. Una comparació de la riera abans i després del projecte va mostrar que l'aigua subterrània es recarregava menys, els bancs de sorra es van deteriorar, i la baixada del nivell del llit al canal va disminuir la dinàmica de població del cotoner i del salze.